# American Pie 2
American Pie 2 is een Amerikaanse komediefilm uit 2001 onder regie van J.B. Rogers. De film is het eerste vervolg op American Pie uit 1999 en werd twee jaar later opgevolgd door American Wedding. In beide vervolgen keert het grootste gedeelte van de originele cast terug.

## Verhaal
De jongens uit deel één hebben inmiddels een jaar studie achter de rug en komen elkaar weer tegen. Nadia komt Jim opzoeken, maar hij is bang dat hij seksueel gezien nog steeds niet helemaal klaar voor haar is. Hij besluit Michelle weer op te zoeken, in de hoop zo nog het een en ander te leren. Intussen nemen de jongens vakantiebaantjes om hun vakantie te kunnen bekostigen. Er wordt echter vooral overdag op het strand rondgehangen en 's avonds gefeest. Net als eerder komen de jongens regelmatig in seksueel getinte situaties terecht, waarvan Stifler meestal de aanstichter is.

## Rolverdeling
| Acteur              | Personage                         |
| ------------------- | --------------------------------- |
| Jason Biggs         | Jim Levenstein                    |
| Chris Klein         | Chris 'Oz' Ostreicher             |
| Thomas Ian Nicholas | Kevin Myers                       |
| Alyson Hannigan     | Michelle Flaherty                 |
| Shannon Elizabeth   | Nadia                             |
| Tara Reid           | Victoria 'Vicky' Lathum           |
| Eddie Kaye Thomas   | Paul Finch                        |
| Seann William Scott | Steve Stifler                     |
| Eugene Levy         | Jims vader                        |
| Natasha Lyonne      | Jessica                           |
| Mena Suvari         | Heather                           |
| Jennifer Coolidge   | Jeanine Stifler (Stiflers moeder) |
| Eli Marienthal      | Stiflers broer                    |